# Carlos Walker Martínez
Carlos Walker Martínez (Vallenar, februari 1842 - Santiago, 5 oktober 1905) was een Chileens advocaat, politicus en dichter.
Hij was de zoon van Juan Walker Ashley en van Mercedes Martínez Soria. Zijn grootvader, William Walker kwam uit Birmingham, Engeland. Hij bezocht het Colegio San Ignacio (1856-1861) en studeerde rechten aan de Universiteit van Chili (1861-1866). Tijdens zijn studie publiceerde hij literaire creaties in La Voz de Chile. In 1865 richtte hij het literaire tijdschrift La República Literaria op en was haar hoofdredacteur. Op 26 november 1866 promoveerde hij tot doctor in de rechten en vestigde zich als advocaat.
In 1867 werd hij benoemd tot secretaris van de Chileens legatie in Bolivia. In 1870 sloot hij zich aan bij de Partido Conservador (Conservatieve Partij) en werd voor die partij in de Kamer van Afgevaardigden gekozen (1870-1873; 1879-1894). Hij deed van zich kennen als een begenadigd spreker. Van 1873 tot 1874 was hij Chileens gezant in Bolivia. Tijdens de Salpeteroorlog gaf hij leiding aan de Sociedad Protectora (Sociëteit voor de Bescherming), een genootschap dat krachtig opkwam voor de Chileense belangen. Van 1882 tot 1884 was hij hoofdredacteur van El Nuevo Ferrocarril. Tijdens de choleraepidemie van 1886-1887 was hij oprichter en eerste voorzitter van het Chileense Rode Kruis.
Tijdens de Chileense Burgeroorlog (1891) koos hij partij voor het parlement en tegen president José Manuel Balmaceda en was hij een van de leiders van het Revolutionaire Comité. Na de oorlog was hij senator en tijdens het presidentschap van Federico Errázuriz Echaurren was hij enige tijd minister van Binnenlandse Zaken (1898-1899). In 1901 trok hij zich uit het openbare leven terug.
Carlos Walker schreef verscheidene dichtbundels, reisdagboeken en het script voor een toneelstuk.
Hij was getrouwd met de Boliviaanse Sofía Linares Frías bij wie hij acht kinderen kreeg. Zijn neven Juan Ashley Walker Martínez (1847-1921) en Joaquín Walker Martínez (1853-1928) waren eveneens politiek actief.

## Werken
- Páginas de viaje (Santiago, 1871)
- Poesías líricas (3 dln., 1872)
- Romances Americanos (2 dln., 1874)
- Manuel Rodriguez (1874)
- El Proscripto (1875)
- Diego Portales (1877)